# Soisy-sur-Seine
Soisy-sur-Seine ist eine französische Gemeinde mit 7370 Einwohnern (Stand: 1. Januar 2022) im Département Essonne in der Region Île-de-France. Die Gemeinde gehört zum Arrondissement Évry und ist Teil des Kantons Draveil.
Die Einwohner werden Soiséens genannt.

## Geographie
Soisy-sur-Seine liegt an der Seine. Ein Teil des Forêt de Sénart liegt im Gemeindegebiet. Am östlichen Rand führt die Route nationale 6 entlang.

### Nachbargemeinden
Umgeben ist Soisy-sur-Seine von den Nachbargemeinden Montgeron im Norden, Brunoy im Nordosten, Épinay-sous-Sénart im Osten, Étiolles im Südosten, Évry im Süden und Südwesten, Ris-Orangis im Westen und Draveil im Nordwesten.

## Einwohnerentwicklung
| 1962 | 1968 | 1975 | 1982 | 1990 | 1999 | 2006 | 2011 |
| 2092 | 2405 | 3459 | 6201 | 7145 | 7072 | 7191 | 6922 |

## Gemeindepartnerschaften
- Westbury, in der englischen Grafschaft Wiltshire im Vereinigten Königreich; seit 1978

## Sehenswürdigkeiten

Kirche Notre-Dame de l’Assomption

- Kirche Notre-Dame de l’Assomption
- Château de l’Adapt
- Château du Grand Veneur mit Park

## Persönlichkeiten
- Louis-Vincent-Joseph Le Blond, Comte de Saint-Hilaire (1766–1809), Armeeführer
- Marie-Dominique Chenu (1895–1990), Dominikaner